# Johannes Roberts
Pour les articles homonymes, voir Roberts.
Johannes Roberts (Cambridge, 24 mai 1976) est un réalisateur et scénariste britannique.

## Biographie
Johannes Roberts a écrit et réalisé le thriller F (parfois nommé The Expelled). Le film, produit par Studiocanal au Royaume-Uni, est acclamé par la critique dont le critique de cinéma Kim Newman qui le qualifie de « Palpitant, paranoïaque, et carrément inquiétant, un thriller à capuche semant une frayeur dont John Carpenter serait fier » en lui mettant quatre étoiles dans sa chronique pour le magazine Empire.
En 2011, Johannes réalise le téléfilm Roadkill pour NBCUniversal, diffusé en primetime à la télévision américaine, avec l'acteur Stephen Rea.
En 2012, il réalise le film de science-fiction-horreur Storage 24 pour Universal Pictures, écrit et interprété par le lauréat des Bafta, l'acteur Noel Clarke. Le film reçoit des critiques de moyennes à négatives avec une note de 42% par le site des Rotten Tomatoes. Cependant, certains critiques ont salué la production, dont le Guardian lui donnant quatre étoiles pour sa valeur en tant que divertissement et le magazine Empire le qualifiant de « film d'horreur-science-fiction britannique de qualité supérieure avec de grandes scènes de frayeurs et un excellent travail de conception de créatures ». Storage 24 a pointé au 13e rang du box-office au Royaume-Uni, a été récompensé pour son travail au niveau des effets spéciaux et a été choisi dans la sélection officielle au festival international du film de Catalogne. Le film est sorti en salles dans le monde entier. Il est l'un des dix plus grands succès en Turquie et à Hong Kong. Magnolia Pictures a sorti le film en Amérique.
En 2019, il est annoncé comme scénariste et réalisateur d'un reboot de la série de films Resident Evil. Son Resident Evil est sorti en 2021, mais c’est un échec commercial et critique.

## Filmographie sélective
- 2001 : Sanitarium
- 2003 : Hellbreeder (en)
- 2004 : Darkhunters
- 2005 : Forest of the Damned (en)
- 2006 : When Evil Calls
- 2010 : F
- 2011 : Roadkill
- 2012 : Storage 24 (en)
- 2016 : The Door (The Other Side of the Door)
- 2017 : 47 Meters Down
- 2018 : Strangers: Prey at Night
- 2019 : 47 Meters Down: Uncaged
- 2021 : Resident Evil : Bienvenue à Raccoon City (Resident Evil: Welcome to Raccoon City)